# بوڭرڭوح
بوڭرڭوح هي قرية في إقليم سطات ضمن جهة الشاوية ورديغة بالغرب المغربي. كان مجموع عدد سكان الجماعة القروية بوڭرڭوح 9.385 نسمة.(تعداد السكان الرسمي 2004)